# Cantón de Noisiel
El cantón de Noisiel era una división administrativa francesa, que estaba situada en el departamento de Sena y Marne y la región de Isla de Francia.

## Composición
El cantón estaba formado por dos comunas:
- Lognes
- Noisiel

## Supresión del cantón de Noisiel
En aplicación del Decreto n.º 2014-186 de 18 de febrero de 2014, el cantón de Noisiel fue suprimido el 22 de marzo de 2015 y sus 2 comunas pasaron a formar parte del nuevo cantón de Champs-sur-Marne.